# Episodi di Kevin Spencer (sesta stagione)
La sesta stagione della serie animata Kevin Spencer, composta da 13 episodi, è stata trasmessa in Canada, da The Comedy Network, dall'8 febbraio al 1º giugno 2004.
In Italia la stagione è inedita.
| nº | Titolo originale                       | Prima TV USA     |
| -- | -------------------------------------- | ---------------- |
| 1  | Home Improv-ment                       | 18 aprile 2004   |
| 2  | Don't Fear the Reefer                  | 2004             |
| 3  | That Guy Who Liked Pie                 | 8 febbraio 2004  |
| 4  | Hogtown Hogwild                        | 15 febbraio 2004 |
| 5  | Dogfight                               | 22 febbraio 2004 |
| 6  | Olympics Special                       | 29 febbraio 2004 |
| 7  | Yes! Yes! Oh God! Yes, Prime Minister! | 7 marzo 2004     |
| 8  | What Goes Around Comes Around          | 14 marzo 2004    |
| 9  | Snowed In                              | 11 aprile 2004   |
| 10 | Mother's Little Helper                 | 21 marzo 2004    |
| 11 | Doing Time                             | 28 marzo 2004    |
| 12 | That Thing You Can Only Say in French  | 4 aprile 2004    |
| 13 | Merry Christmas, Asshole!              | 2004             |